# Lothar Schmidt (Mediziner)

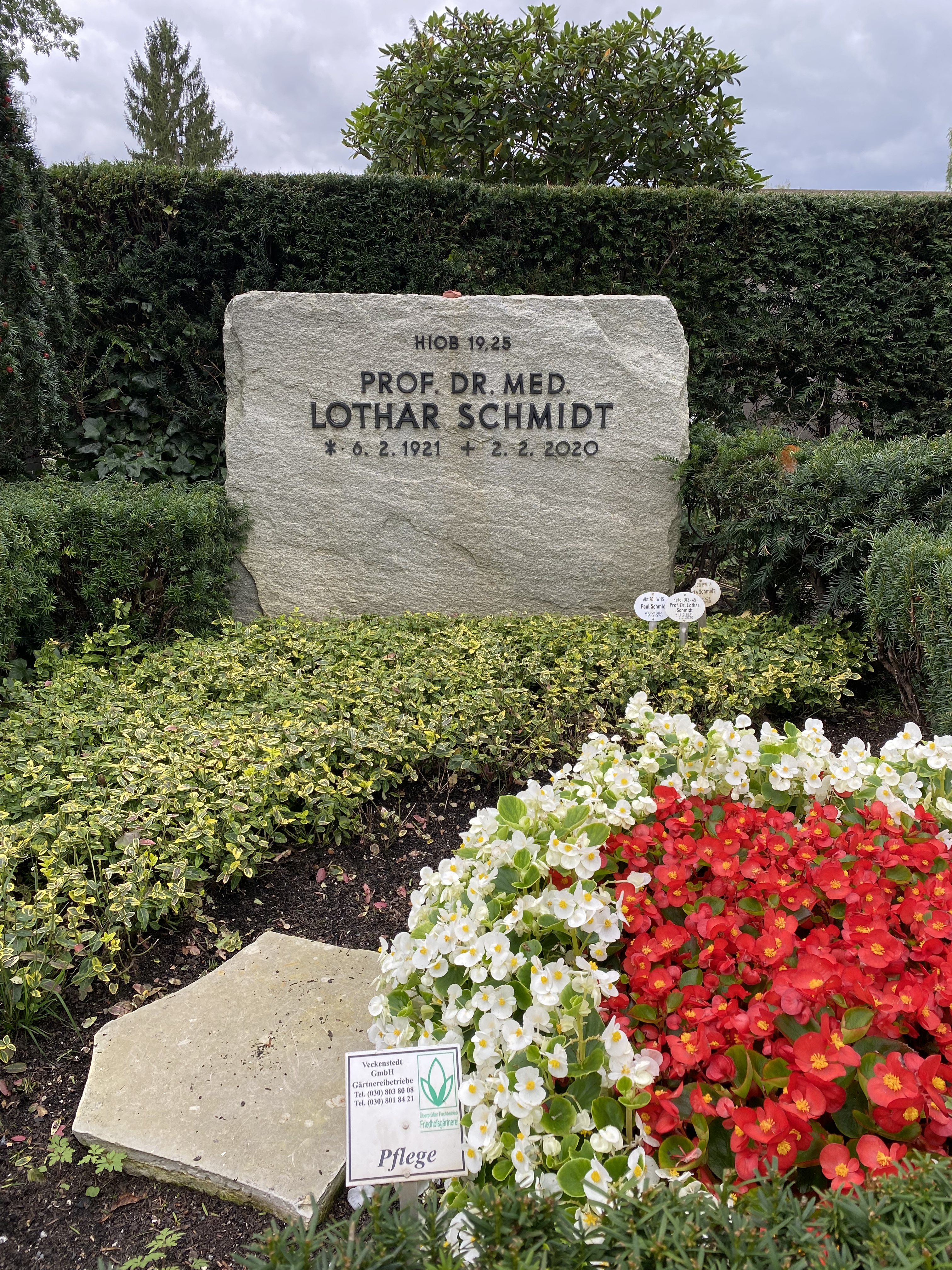
Grabstätte Lothar Schmidt

Lothar Johannes Schmidt (* 6. Februar 1921 in Königsberg; † 2. Februar 2020) war ein deutscher Mediziner im Gebiet der Suchtkrankenhilfe.

## Werdegang
Schmidt schloss 1952 sein Studium der Humanmedizin an der Berliner Humboldt-Universität ab. 1959 beendete er seine Ausbildung zum Facharzt. 1968 wurde er Chefarzt am Jüdischen Krankenhaus in Berlin und übernahm die Leitung der Psychosomatischen Abteilung. 1972 wurde er Chefarzt an der Fachklinik für Alkoholkranke Haus Niedersachsen, 1975 kehrte er als Chefarzt der Inneren Abteilung an das Jüdische Krankenhaus zurück.
Außerhalb seiner beruflichen Tätigkeit übernahm er eine Reihe von ehrenamtlichen Aufgaben in der Suchtkrankenhilfe. 1974 wurde er Vorsitzender der Landesstelle Berlin gegen die Suchtgefahren. Zudem war er Vizepräsident der International Commission for the Prevention of Alcoholism bei den Vereinten Nationen. Er trug maßgeblich dazu bei, dass Alkoholismus als Krankheit anerkannt wurde und in Deutschland Gruppen der Anonymen Alkoholiker entstanden.
Von 1972 bis 1986 ging er einem Lehrauftrag an der Freien Universität Berlin nach. Ab 1994 war er Lehrbeauftragter für Sozialmedizin und Leiter des Instituts für Sucht- und Abhängigkeitsfragen an der Theologischen Hochschule Friedensau.
Lothar Schmidt verstarb wenige Tage vor Vollendung seines 99. Lebensjahres und wurde auf dem Friedhof Zehlendorf (Grablage 013-45) beigesetzt.

## Ehrungen
- 1989: Ehrenprofessur des Landes Berlin
- 2011: Verdienstkreuz 1. Klasse der Bundesrepublik Deutschland[2]